# Fiat 510
Fiat 510 är en personbil, tillverkad av den italienska biltillverkaren Fiat mellan 1920 och 1925.
510 följde samma principer som sina mindre syskon 501 och 505.
Från 1920 byggdes sportversionen 510 S, med starkare motor och kortare chassi.
Tillverkningen uppgick till 14 000 exemplar.

## Motorer
| Modell | Årsmodell | Motor             | Cylindervolym | Effekt | Bränslesystem   |
| ------ | --------- | ----------------- | ------------- | ------ | --------------- |
| 510    | 1919-26   | 6-cyl radmotor sv | 3446 cm³      | 46 hk  | Enkel förgasare |
| 510 S  | 1921-26   | 6-cyl radmotor sv | 3446 cm³      | 53 hk  | Enkel förgasare |